# Zé Povinho

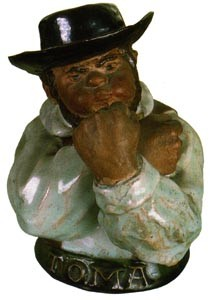
Tonfigur von Zé Povinho

Zé Povinho, ursprünglich als komisches Zerrbild des typischen Portugiesen entwickelt, gilt heute in Portugal als personifiziertes Nationalsymbol. Er ist auch als João Bítor bekannt und allgemein ein großer Liebhaber leiblicher Genüsse.

## Entwicklung und Eigenschaften
Zum ersten Mal erwähnt wurde die Figur am 12. Juni 1875 in der fünften Ausgabe der A Lanterna Mágica, einer satirischen Auseinandersetzung um eine geplante Steuererhöhung. Dargestellt wurde die Figur als einfacher, ärmlicher Landbewohner, der von der Obrigkeit durch Ausnutzung der Dummheit und die Androhung von Staatsgewalt maßlos ausgenommen wird. Diese Darstellung wurde in den weiteren Ausgaben immer weiterentwickelt. Schließlich wurde Zé Povinho als Person gezeichnet, die gegenüber Korruption und Ungerechtigkeit resigniert, unter der Last der Steuern und Abgaben einknickt und deswegen gegenüber den sozialen Fragen der Zeit ignorant ist. So sagte der Verlagseigentümer Rafael Bordalo Pinheiro über die Figur: „O Zé Povinho olha para um lado e para o outro e... fica como sempre... na mesma“ („Zé Povinho schaut von rechts nach links und ... bleibt wie immer ... beim Gleichen“).
Trotz der geistigen Schlichtheit gilt Zé Povinho als eine Figur voller Gegensätze. So wird er als duldsam, treu, gastfreundlich, milde, ruhig, fleißig, apathisch, gleichgültig, skeptisch, ungläubig sowie einzelgängerisch charakterisiert. Gleichzeitig kann Zé Povinho aber auch aufmüpfig, unruhig, motzig, wütend, sensibel, mitfühlend, mutig, aktiv und sozial sehr engagiert sein.